# Vaccinium shikokianum
Vaccinium shikokianum är en ljungväxtart som beskrevs av Takenoshin Nakai. Vaccinium shikokianum ingår i Blåbärssläktet, och familjen ljungväxter. Inga underarter finns listade i Catalogue of Life.

## Bildgalleri

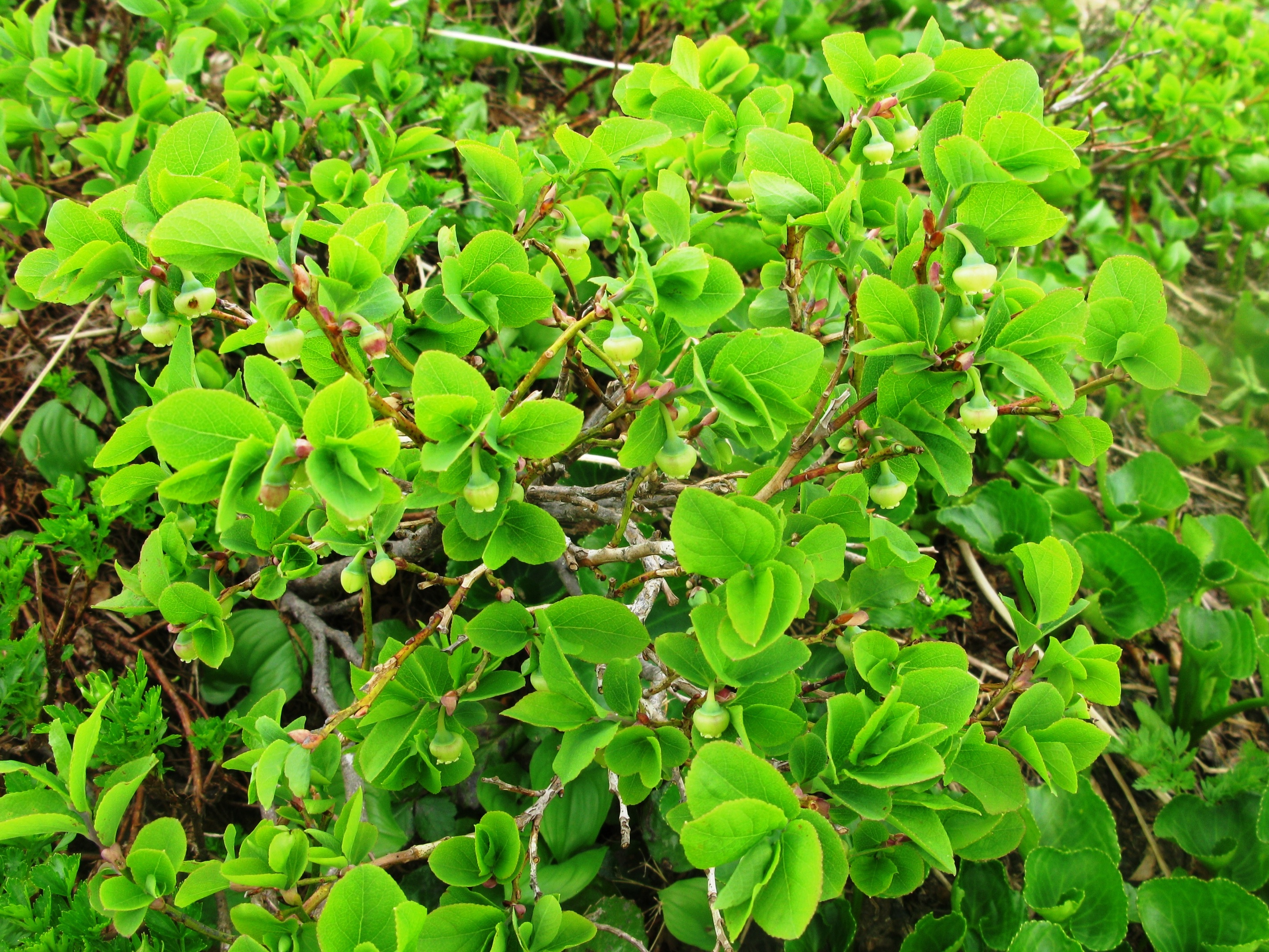
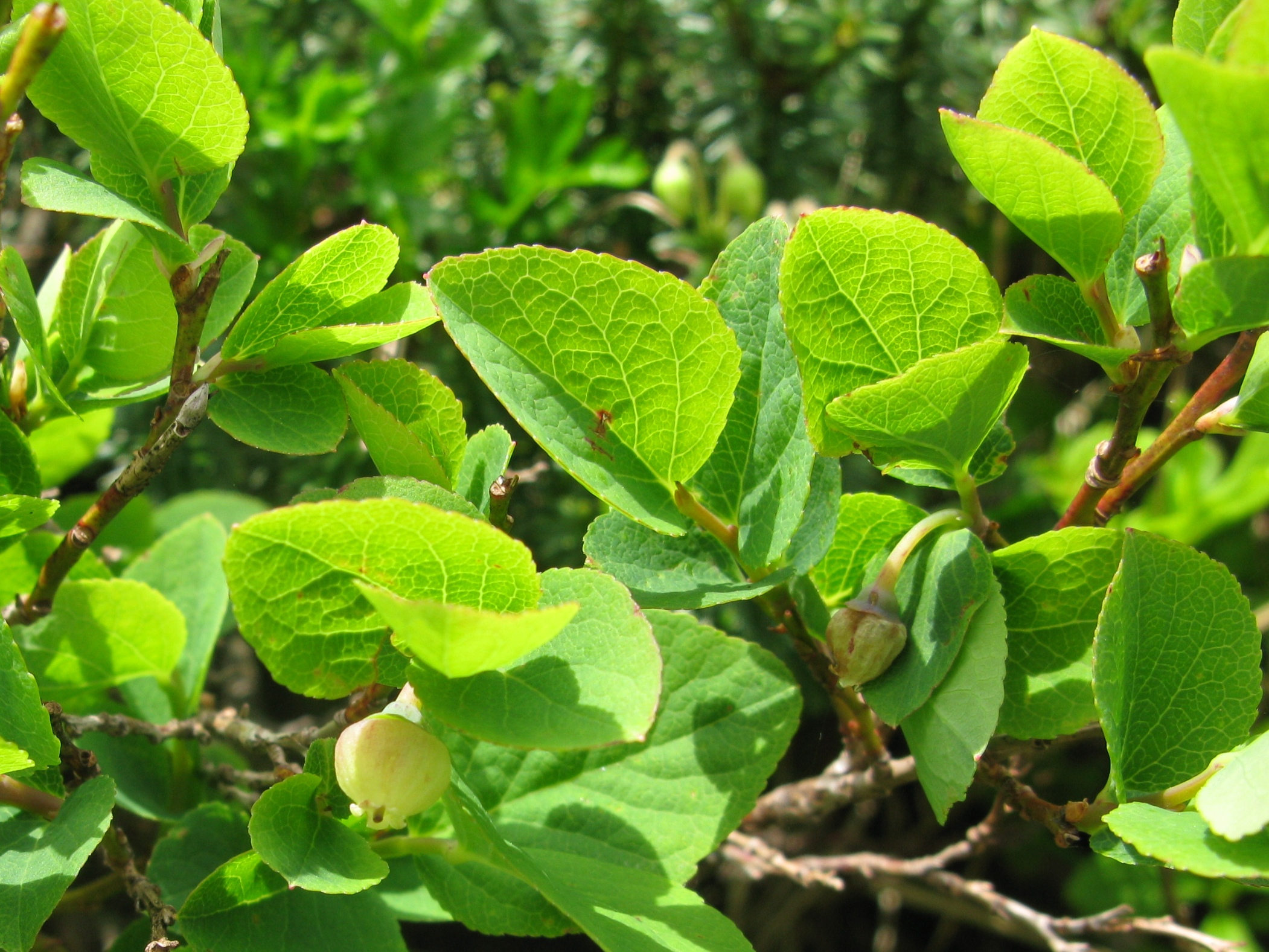
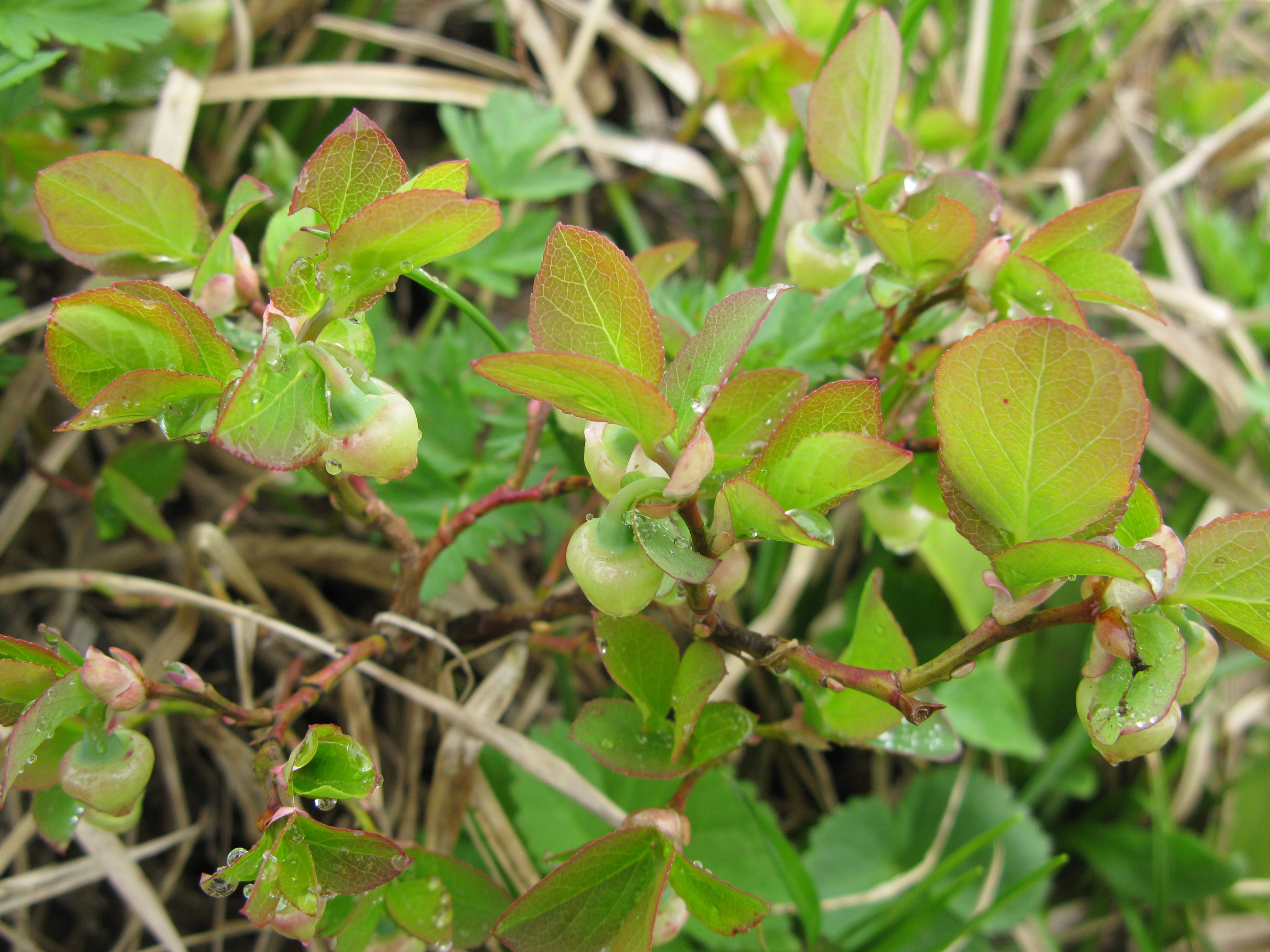